# Karel Huněk
Karel Huněk (* 18. září 1947) je český sochař, designér, galerista a technik, věnuje se výtvarné činnosti, uměleckému řemeslu a restaurování, držitel českého rekordu v kategorii Největší medaile, potvrzeného agenturou Dobrý den Pelhřimov.

## Život
Od roku 1963 v Kladně studoval na SPŠS a SOU teorii i praxi odlévání kovů, opracování, obrábění, kovářství, zhotovení modelů, umělecké zpracování kovů a posléze konstrukci a opravy automobilů – toto sedmileté studium absolvoval za pět let.  Následně v Lokomotivním depu Praha Střed studoval konstrukci a ovládání lokomotiv a v EZU Praha Troja Faradayovu klec, kterou zrekonstruoval.[zdroj?] Jako profesi si následně zvolil umělecké zpracování kovů a dalších přírodních materiálů.
Karel Huněk svou tvorbu zaměřuje na sochy a objekty a svým osobitým pojetím a hravostí je povyšuje na didaktickou výpověď duše. Jeho objekty postupně gradují z komorní tvorby v tvorbu monumentální.
Jeho tvorba převážně z kovu je zaměřena na sochy a objekty Pozitivní energie, kterou převážně čerpá z odkazu velikánů kultury, vědy a života (TGM, Karla Čapka, Vladislava Vančury, Karla Hynka Máchy, Karla Havlíčka Borovského, Jana Nerudy, Eduarda Ingriše, atd.).
Založil a více než dvacet let vede Společnost za pozitivní přístup k životu a aktivní odpor k blbosti a Řád duševních rytířů modré růže, který vychází a čerpá z odkazu T.G. Masaryka, Karla Čapka, Emy Destinnové a dalších osobností. Také se snaží o zachování tradic rytířského étosu, kde stejné normy chování byly závazné jak pro panovníka, tak pro nejchudšího rytíře, např. čestnost, věrnost, láska, nevyužívání cizí slabosti, boj proti kramářskému způsobu. Následující osobnosti bylo uděleno (zčásti posmrtně) členství v řádu:
- Sir Nicolas Winton
- Nikola Tesla
- František Křižík
- Otto Wichterle
- Emil Kolben[4]
- národní umělkyně prof. Zuzana Růžičková
- prof. Jana Dostálová
- RNDr. Ruth Hálová
- archeolog prof. PhDr. Tomáš Durdík, DrSc.
- Dr. Zdeněk Mahler
- RNDr. Václav Větvička
- světový šlechtitel růží Josef Havel
- Ing. Miroslav Zikmund
- vnuk dr. h. c. Ing. Emila Kolbena, odborník na letecké motory
- vědec, pedagog, předseda spolku Svatobor Prof. Václav Liška
- vědec, děkan UTB Zlín prof. Petr Hlaváček
- klavírní virtuos, člen České filharmonie prof. Jaroslav Šaroun
- doc. Ing. Jiří Všetečka, fotograf – Pražský chodec
- renomovaný publicista Jan Petránek
- starosta Junáka JUDr. Jiří Navrátil
- vědec a pedagog doc. Ing. Antonín Blaha, CSc. UTB Zlín
- violoncellista České filharmonie Jiří Sládeček
- botanik RNDr. Stanislav Peleška
- pozorovatel slunce Ladislav Schmied
- kardiolog, vynálezce doc. MUDr. Bohumil Peleška
- mykolog Ing. Jiří Baier
- historik, heraldik  PhDr. Stanislav Hošťálek z Javořic
- neurolog, ve svém oboru odborník světového formátu prof. MUDr. Karel Lewit, DrSc.
- pedagog, folklorista RNDr. Bohumil Chochola
- předseda Rosa klubu Dr. Josef Thomas
- ak. malíř Karel Pokorný
- PaedDr. Oldřich Páleníček, dr. h. c.
- prof. Jan Pirk
- prof. Pavel Pafko
- král rybářů Jakub Vágner
- Luboš Fait – Harmonia Mozartiana Pragenzis
- zpěvačka Jitka Vrbová
- PhDr. Jan Paulík
- recitátor Václav Firkle
- ředitel Muzea rekordů v Pelhřimově Ing. Josef Vaněk
- a další osobnosti

### Obnova a založení tradic
Obnovil tradici Pátečníků v Muzeu TGM v Lánech, kde postupně pozval a vítal osobnosti, jako je Sir Nicolas Winton (videomostem), prof. Zuzana Růžičková, prof. Zděnek Mahler, folklorní soubory Vysočan a Čtyřlístek, hudebníci České filharmonie, PhDr. Jan Paulík a Václav Fikrle, děkan UTB ve Zlíně, prof. Petr Hlaváček, prof. Karel Lewit, prof. Pavel Pafko, prof. Jan Pirk, prof. Václav Liška, prof. Jaroslav Šaroun, prof. Jana Dostálová, doc. Ing. Jiří Všetečka, Jiří Sládeček, Eduard Jindra, Ing. arch. Marie Jiříčková, Ing. Jan Jiřička, Eduard Hrubeš.
Založil tradici darování a sázení památné Vlčické lípy – potomka stromu, který se stal na sklonku 2. světové války svědkem hrdinství letců amerického bombardéru. Sazenice pocházejí z místa události u Vlčického dvorce v České Kanadě. Strom sázel v Masarykových Lánech, u Krvavého rybníka, v Kamenných Žehrovicích, Tuchlovicích, Litni, Královicích, na Nové řece Emy Destinnové, v Lochovicích, Doudlebech, panu řídícímu Vařílkovy ve Vratěníně, Elektroskanzenu Šlovice a na dalších místech.
Založil tradici darování a vysazování jihočeské světové růže, která spolu se svým šlechtitelem rytířem Josefem Havlem zvítězila r. 1995 v Římě ve světové soutěži růží, a spolu s tímto osvíceným vlastencem růžařské klenoty sázel s cílem, aby u nás kvetly místo blbosti růže, v Čapkově Strži, Masarykových Lánech, dále Hradu Křivoklát, Husových sadech, Gymnáziu V. Nováka, u kostela sv. Jana Křtitele v Jindřichově Hradci, u hradu v Poděbradech, poblíž rotundy na bájném Vyšehradu, v zámeckém parku v Roztokách, v areálu vlčického Muzea a galerie České Kanady, Volarech, v hornickém skanzenu Mayrau – Kladně Vinařicích, v podzámecké zahradě v Kroměříži, v UTB ve Zlíně, v rozáriu v Lidicích a na dalších místech.
Založil tradici „setkávání profesorů v Jindřichově Hradci a Vlčickém dvorci v České Kanadě“, jako odezvu na přátelská pozvání z ČVUT, UTB do Zlína, VŠCHT, AMU, UNI do Plzně.
Navrhl a postavil spolu s rodinou na své náklady mohylu – Památník americkým letcům, hrdinům v České Kanadě ve Vlčicích.
Vytvořil a obnovil spolu s rodinou na své náklady rybník pro chráněné vzácné obojživelníky za přispění Ing. Evžena Štece, který tuto stavbu zdarma vyprojektoval také za účelem zadržování vody v krajině.
Bojuje o záchranu certifikovaného vesnického kulturního dědictví (bez finanční pomoci) – Vlčického dvorce a vytvořil tam kulturní centrum – Muzeum České Kanady a Galerii osobností (objevil tam středověké keramické střepy a další....), pořádá tam kulturní akce, kterých se zúčastnili osobnosti vědy a kultury z Mexika, hudebníci České filharmonie, Harmonia Mozartiana Pragensis, národní umělkyně, profesoři několika univerzit, akademičtí malíři a sochaři, folklorní soubor Vysočan, cestovatel Vítězslav Dostál a další osobnosti.

## Dílo

### Kovové sochy a asambláže

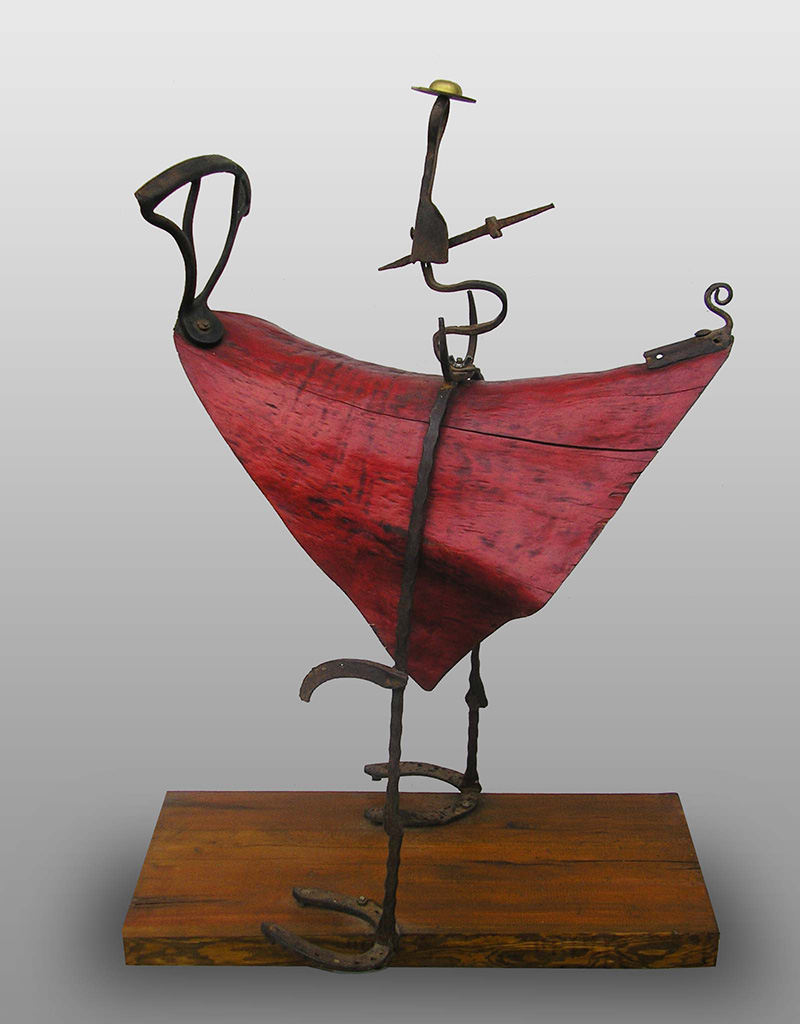
Don Quijote, boj s větrnými mlýny
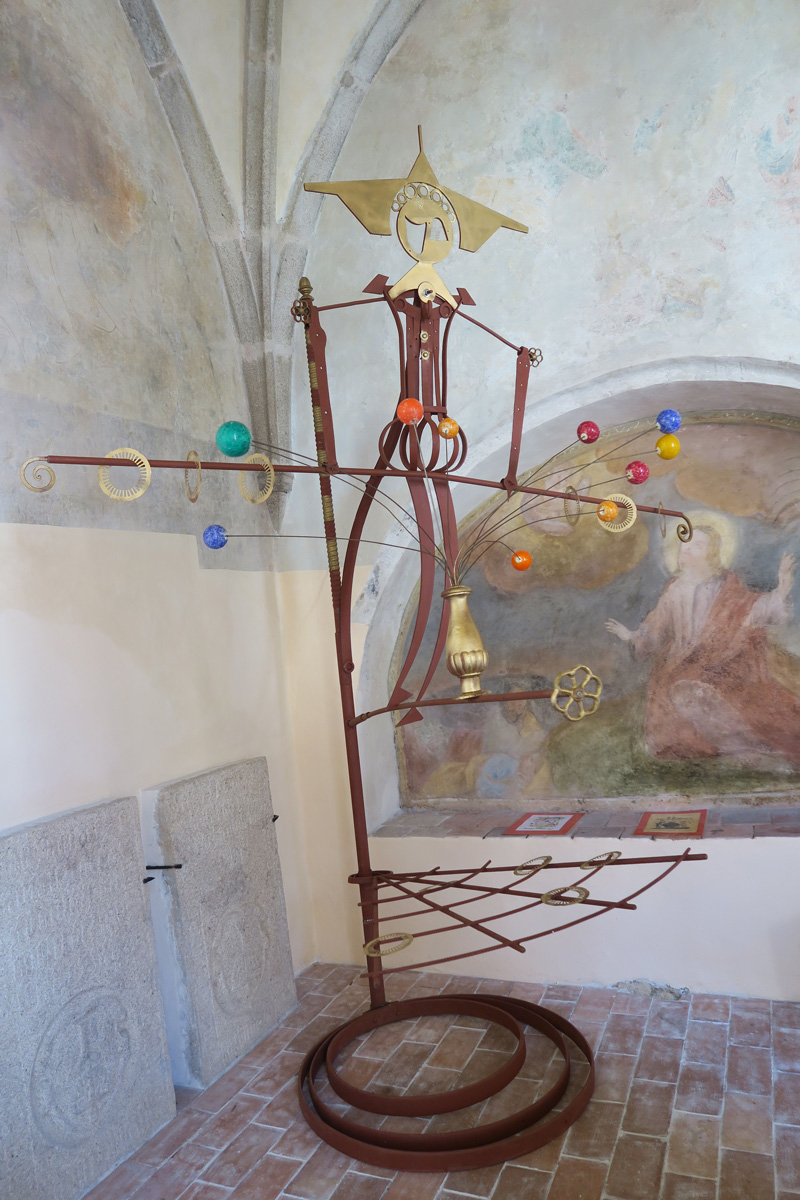
Arnoštek, potulný kouzelník z Rozmarného léta
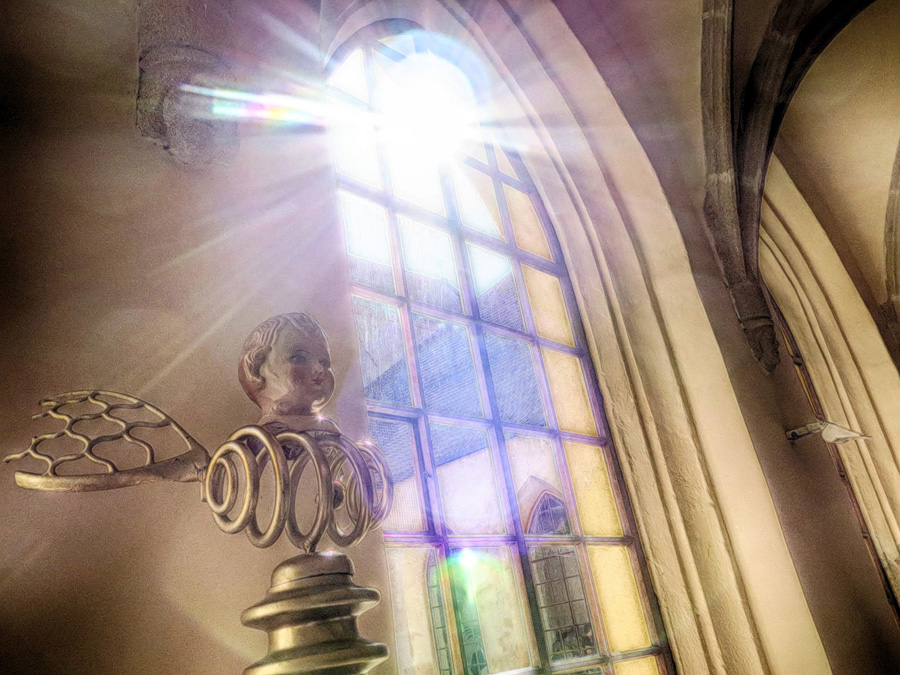
Anděl se svatou září

## Výstavy

### Autorské (výběr)
- Zámecká galerie Třeboň
- Muzeum TGM v Lánech
- Památník Karla Čapka v Lánech
- Vlčice – Muzeum České Kanady a Galerie osobností
- Liteň – Muzeum Svatopluka Čecha a Jarmily Novotné
- Kladno – Sládečkovo vlastivědné Muzeum
- Landštejn – Hrad Landštejn
- Zámek Jindřichův Hradec a zámecký mlýn
- Zámek Svinaře
- Svatý Jan pod Skalou
- Slavonice – Městské Muzeum
- Lidice – Galerie
- Kladno – Průmyslová škola strojní
- Vlastivědné muzeum ve Slaném
- Vinařice – Hornický skanzen Mayrau
- Šlovice – Elektroskanzen
- Praha – Kongresové centrum
- Muzeum a ámek
- Proboštský sál Vyšehradské kapituly
- Zlín – Univerzita Tomáše Bati
- Pelhřimov – Muzeum rekordů a kuriozit
- Vyšehrad – Staré purkrabství]
- Lapidárium Křivoklát
- Jindřichův Hradec – Muzeum Jindřichohradecka – Minoritský klášter, křížová chodba], Soukenická kaple
- Koněpruské jeskyně – v podzemí vystavoval jako první výtvarník po dobu trvání tohoto přírodního útvaru

### Jiné prostory (výběr)
- Jindřichův Hradec – Gymnázium Vitězslava Nováka
- Kladno – Sokolovna
- Blatná – Městské muzeum Blatná Archivováno 9. 10. 2019 na Wayback Machine.
- Rakovník – Muzeum T.G.M. Rakovník
- Nové Strašecí – Muzeum
- Praha – Valdštejnský palác, Kolovratský palác, Fürstenberský palác, Ministerstvo kultury, Polská ambasáda, Japonská ambasáda, Národní technické muzeum, Právnická fakulta, Vysoká škola chemickotechnologická, Elektrotechnický zkušební ústav Trója
- Březnice– Zámek
- Pec pod Sněžkou – VŠCHT
- Jáchymov – VŠCHT

### Výstavy s osobnostmi
Karel Huněk vystavoval s doc. Jiřím Všetečkou – Pražským chodcem, Jiřím Anderlem, Viktorem Stříbrným, akademickou malířkou Jitkou Válovou, akademickou malířkou Renátou Kaiserovou, Pavlem Revajem a desítkami dalších výtvarníků.